# エンテロコッカス科
エンテロコッカス科（Enterococcaceae）は、ラクトバシラス目に属するグラム陽性の真正細菌の科である。
代表的な属には、エンテロコッカス属（Enterococcus）、Melissococcus、Pilibacter、テトラジェノコッカス属（Tetragenococcus）及びVagococcusがある。この科は、主要代謝産物として乳酸を産生する重要な乳酸菌を含んでいる。